# 西衛漁港
西衛漁港，位於台灣澎湖縣馬公市西衛里，主管單位為澎湖縣政府，位處澎湖本島北岸內側的灣澳內，屬第二類漁港。:167西衛漁港碼頭朝東開口，與安宅漁港東西遙望相對。

## 簡介
澎湖縣馬公市「西衛」之名可上溯至明鄭東寧王國時期，鄭成功為攻佔臺灣，登陸澎湖之後在媽宮港區設「娘媽宮安撫司」，又任命楊祖、林福、張在三名部將等分別在媽宮港後方的部署「東衛」、「中衛」、「西衛」三個防守據點。康熙23年（1684年）大清帝國領有臺灣和澎湖，行政區域大致延續舊有稱謂，西衛之名遂得以保留迄今。
西衛漁港動工始於民國77年至85年（1988年－1996年），肇因於「第二期臺灣地區漁港建設方案」，使用經費新台幣3127萬元。民國86年至89年（1997年－2000年）的「第三期臺灣地區漁港建設方案」中，則耗費新台幣2300萬元。根據2005年出版的《續修澎湖縣志．財政志》資料，澎湖縣政府總共編列新台幣5427萬用以建設西衛漁港。:175-176
1996年的西衛漁港計有約1.6 公頃的泊地，碼頭約三百三十餘公尺，突堤碼頭則長度為91公尺，其淺灘泊區約1.1公頃，由於西衛漁港造價較高，漁港的設施也較附近重光漁港及安宅漁港完善，遂有提供較大型漁船停泊避風之功用。西衛漁港在春季的漁獲以丁香魚為主，由於陸上漁業設施仍嫌不足，漁獲多送至馬公港運銷。
西衛漁港現行台灣的漁港法屬於「第二類漁港」，而在民國95年（2006年）1月27日之前的漁港法舊制中，屬於供地方性使用的「第三類漁港」。

## 圖輯

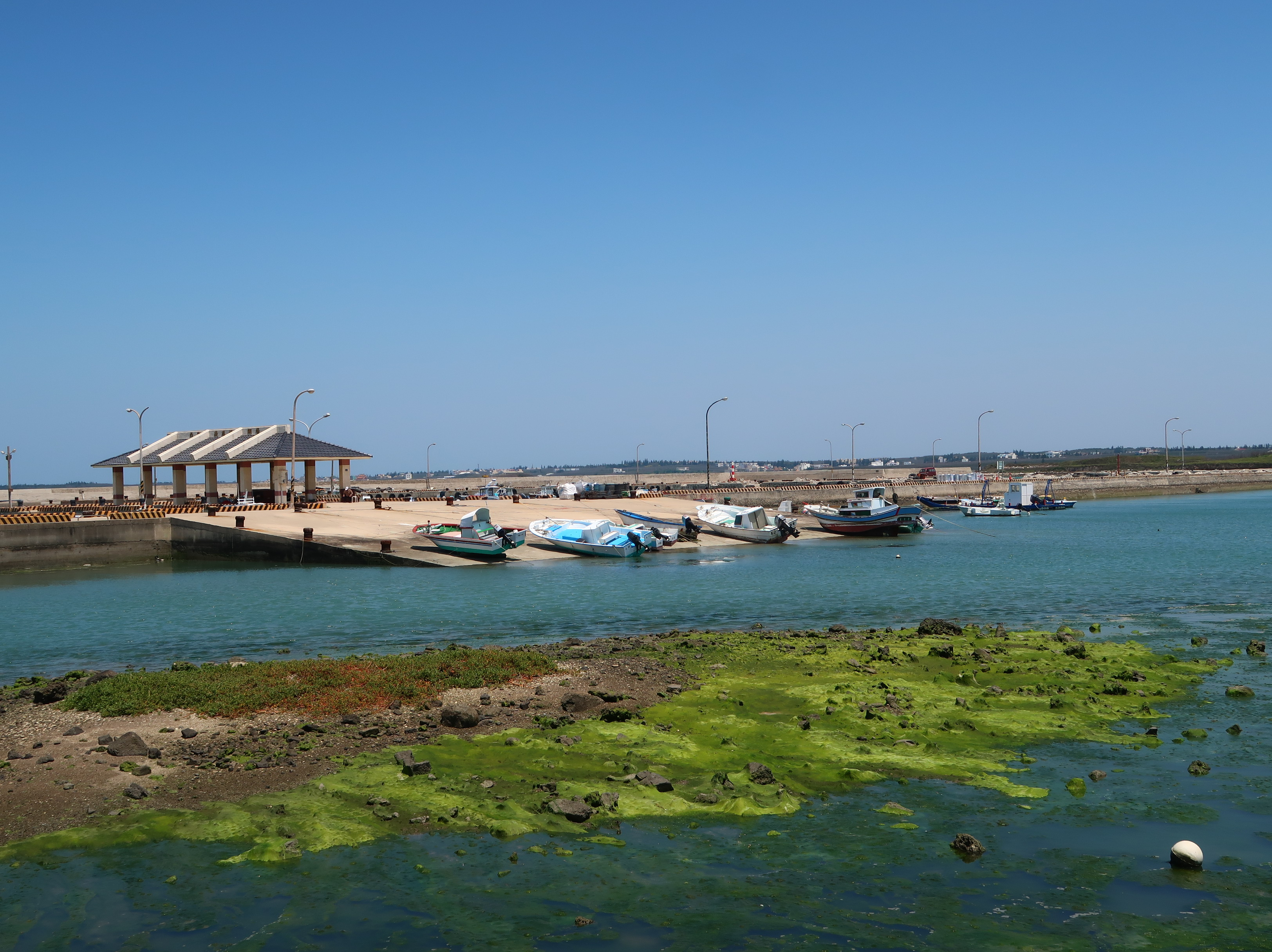
東側漁港的曳船道
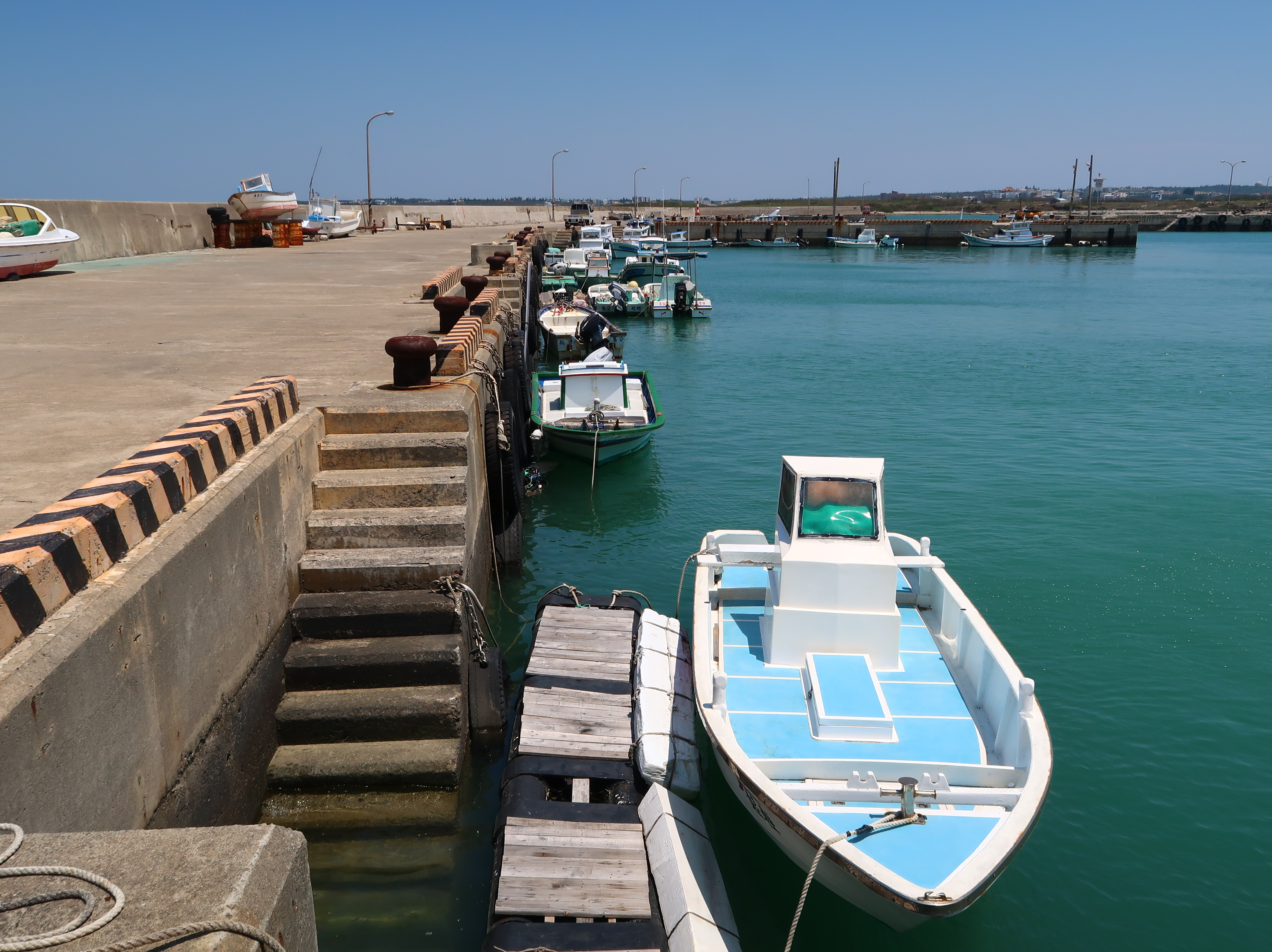
漁港碼頭、停泊船隻
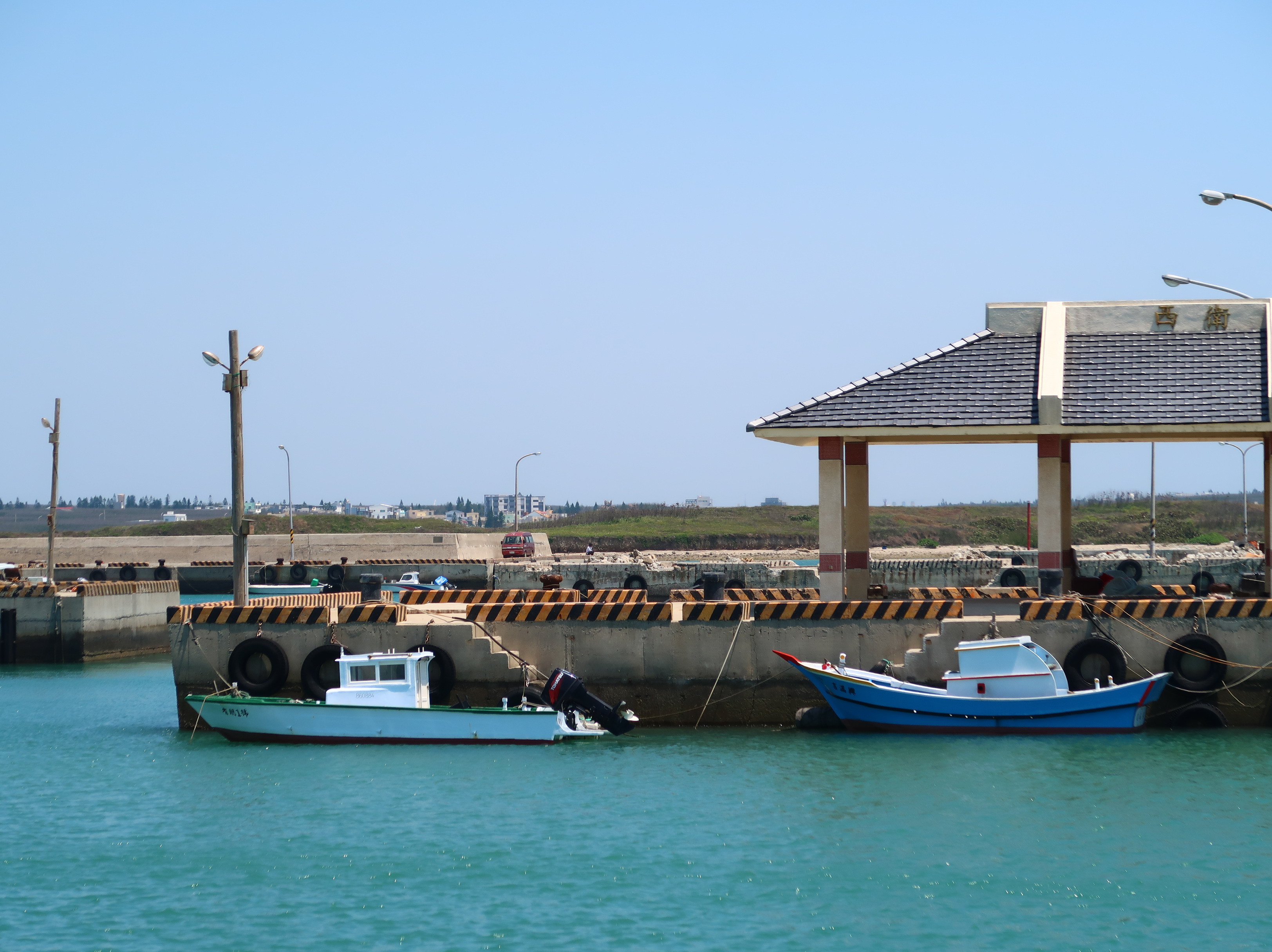
突堤涼亭
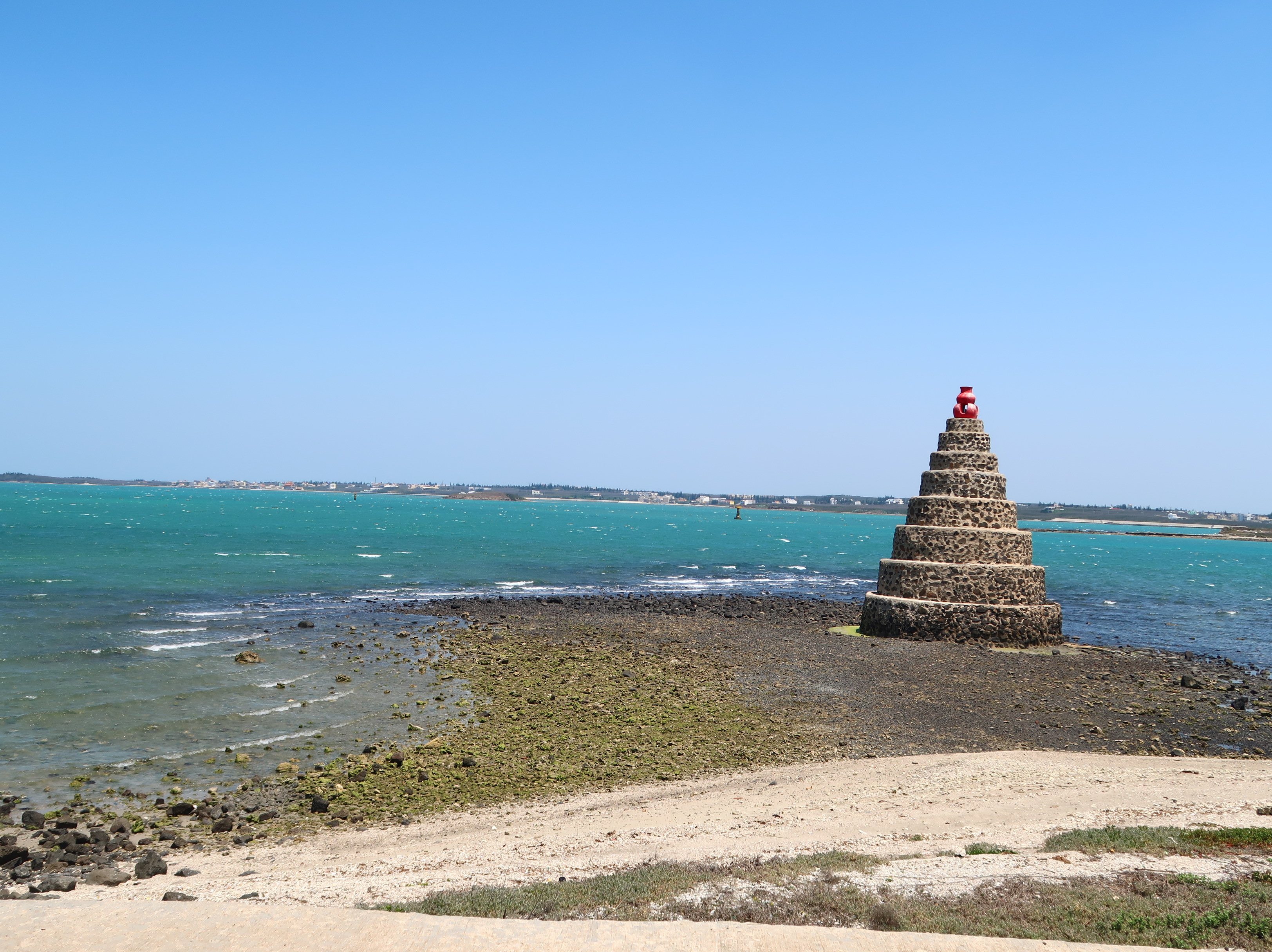
與碼頭僅有一個突堤之隔的塔尖（厭勝物），裸露的潮間帶清晰可見。
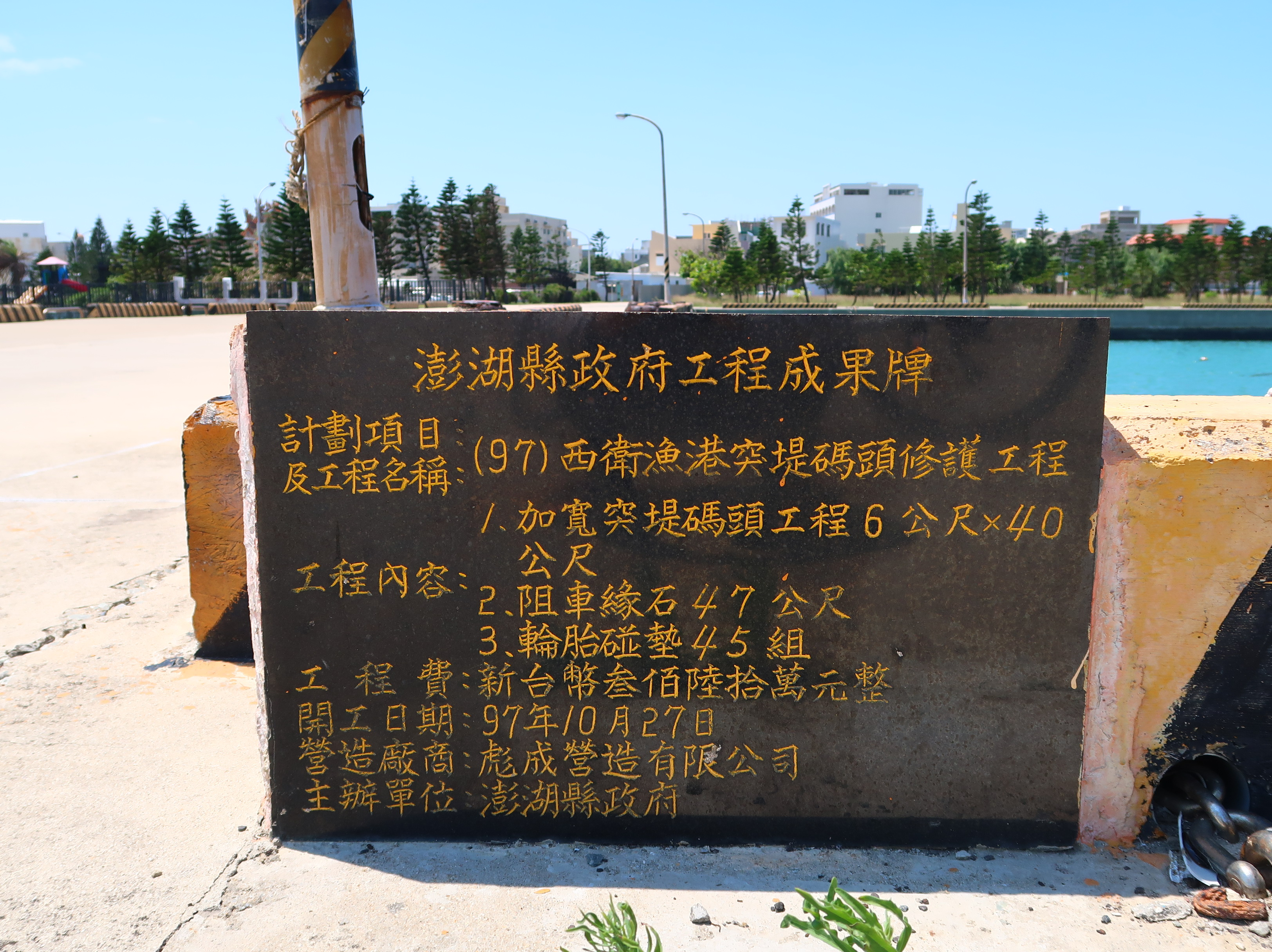
西衛漁港修護工程成果碑，澎湖縣政府立於2008年。
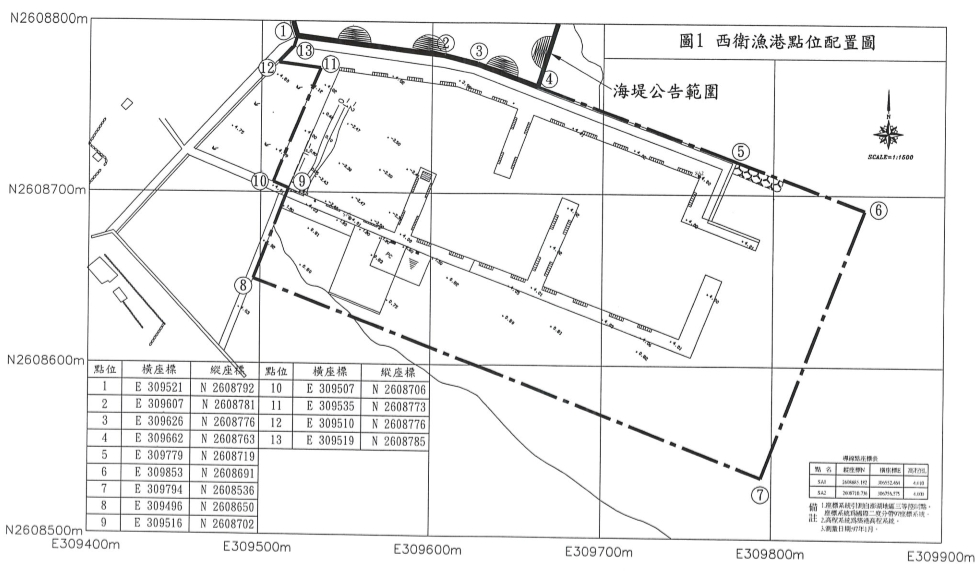
點位配置圖（2019年頒布）

## 外部連結
- 澎湖縣政府工務處港灣科－西衛漁港
- 西衛漁港安檢所

23°34′50″N 119°35′04″E / 23.580581°N 119.584557°E